# Forever (Wolfgang Gartner & Will.i.am)
Forever is een nummer van de Amerikaanse dj Wolfgang Gartner en de Black Eyed Peas-rapper Will.i.am uit 2011. Het is afkomstig van Weekend in Amerika het debuutalbum van Gartner.

## Achtergrondinformatie
"Forever" kent een optimistische tekst die gaat over de vreugde van het uitgaan en genieten van het moment. De samenwerking tussen Wolfgang Gartner en Will.i.am kwam tot stand doordat Will.i.am een fan was van Gartner's muziek en deze gebruikte in zijn eigen werk. Gartner beschreef de samenwerking als organisch, aangezien beide heren een passie delen voor het combineren van elektronische muziek met andere genres, wat ze ook deden in dit hiphousenummer.
Het nummer flopte in de Verenigde Staten, het thuisland van beide artiesten, waar het geen enkele hitlijst bereikte. Op het Europese continent kende de plaat meer succes. Zo werd in het Verenigd Koninkrijk de 43e positie gehaald, in Nederland haalde het de 14e positie in de Tipparade, terwijl in de Vlaamse Ultratop 50 de 35e positie gehaald werd.

## Tracklijst
- Muziekdownload

1. "Forever" - 3:40